# Quo vadis ? (film, 1901)
Pour les articles homonymes, voir Quo vadis.
Pour plus de détails, voir Fiche technique et Distribution.
Quo vadis ? est un film muet français de court métrage réalisé par Lucien Nonguet et Ferdinand Zecca, sorti en 1901.
Produit par Pathé Frères, ce court métrage est la première « adaptation » du roman éponyme de Henryk Sienkiewicz, qui valut à son auteur le prix Nobel de littérature en 1905. Le film ne dure que trois minutes environ.

## Fiche technique
- Titre : Quo vadis ?
- Réalisation : Lucien Nonguet et Ferdinand Zecca
- Scénario : d'après le roman éponyme d'Henryk Sienkiewicz
- Société de production : Pathé Frères
- Société de distribution : Pathé Frères
- Pays : France
- Format : noir et blanc - 35 mm - 1,37:1 - muet
- Date de sortie : 1901